# Robert Milton Speer

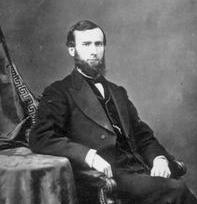
Robert Milton Speer

Robert Milton Speer (* 8. September 1838 in Cassville, Huntingdon County, Pennsylvania; † 17. Januar 1890 in New York City) war ein US-amerikanischer Politiker. Zwischen 1871 und 1875 vertrat er den Bundesstaat Pennsylvania im US-Repräsentantenhaus.

## Werdegang
Robert Speer besuchte die Cassville Academy und unterrichtete danach für einige Zeit selbst als Lehrer. Nach einem anschließenden Jurastudium und seiner 1859 erfolgten Zulassung als Rechtsanwalt begann er in Huntingdon in diesem Beruf zu arbeiten. Politisch schloss er sich der Demokratischen Partei an. In den Jahren 1872 und 1880 nahm er als Delegierter an den jeweiligen Democratic National Conventions teil. 1863 wurde er in das Amt des Assistant Clerk of the State House of Representatives, eine Verwaltungsstelle beim US-Repräsentantenhaus, gewählt.
Bei den Kongresswahlen des Jahres 1870 wurde Speer im 17. Wahlbezirk von Pennsylvania in das US-Repräsentantenhaus in Washington, D.C. gewählt, wo er am 4. März 1871 die Nachfolge des Republikaners Daniel Johnson Morrell antrat. Nach einer Wiederwahl konnte er bis zum 3. März 1875 zwei Legislaturperioden im Kongress absolvieren. Im Jahr 1874 verzichtete er auf eine weitere Kandidatur.
Nach seiner Zeit im US-Repräsentantenhaus praktizierte Robert Speer wieder als Anwalt. Im Jahr 1876 wurde er Miteigentümer der Zeitung Huntingdon Monitor; 1880 bewarb er sich erfolglos um die Rückkehr in den Kongress. Er starb am 17. Januar 1890 in New York und wurde in Huntingdon beigesetzt.